# Halazepam
Halazepam là một dẫn xuất của benzodiazepine được bán trên thị trường với biệt dược Paxipam ở Hoa Kỳ, Alapryl ở Tây Ban Nha, và Pacinone ở Bồ Đào Nha.

## Sử dụng trong y tế
Halazepam đã được sử dụng để điều trị lo âu.

## Tác dụng phụ
Tác dụng phụ bao gồm buồn ngủ, lú lẫn, chóng mặt và an thần. Tác dụng phụ đường tiêu hóa cũng đã được báo cáo  gồm khô miệng và buồn nôn.

## Dược động học và dược lực học
Dược động học và dược lực học được liệt kê trong Thuốc trị liệu tâm lý hiện tại được xuất bản vào ngày 15 tháng 6 năm 1998 như sau:
| Khởi đầu của hành động   | Trung cấp đến chậm                                               |
| Nửa đời huyết tương      | 14 giờ cho thuốc mẹ và 30-100 giờ cho chất chuyển hóa của nó     |
| Mức huyết tương cao nhất | 1-3 giờ cho thuốc mẹ và 3-6 hf cho chất chuyển hóa của nó        |
| Sự trao đổi chất         | Chuyển hóa thành desmethyldiazepam và 3-hydroxyhalazepam (ở gan) |
| Bài tiết                 | Bài tiết qua thận                                                |
| Liên kết protein         | 98% liên kết với protein huyết tương                             |

## Thông tin về các quy định
Halazepam được phân loại là chất được kiểm soát theo lịch 4 với mã tương ứng 2762 bởi Cục Quản lý Thực thi Dược phẩm (DEA).

## Sản phẩm thương mại
Halazepam được phát minh bởi Schlesinger Walter ở Mỹ Nó được bán trên thị trường như một chất chống lo âu vào năm 1981. Tuy nhiên, Halazepam không có sẵn trên thị trường ở Hoa Kỳ vì nó đã bị nhà sản xuất của nó rút tiền vì doanh số kém.